# Peter Halliday
Peter Halliday (Cefn Mawr, 2 giugno 1924 – Londra, 18 febbraio 2012) è stato un attore gallese.

## Biografia

### Infanzia
Halliday nacque il 2 giugno 1924 a Cefn Mawr, nel Galles, figlio di un banditore e agente immobiliare. È cresciuto a Welshpool nel Montgomeryshire e frequentò la Oswestry School nello Shropshire. Abbandonati gli studi, divenne apprendista banditore con suo padre ma non desiderava intraprendere quella professione. Lavorò brevemente per la Rolls-Royce a Hucknall, nel Nottinghamshire, prima di essere chiamato nell'esercito durante la Seconda guerra mondiale, prestando servizio in Iraq, Palestina ed Egitto.
Mentre serviva ancora nell'esercito, durante il periodo di congedo fece un provino per la Royal Academy of Dramatic Art .

### Carriera
Halliday si unì alla Shakespeare Memorial Theatre Company insieme a Richard Burton, Michael Redgrave e Ralph Richardson. Recitò regolarmente al Theatr Clwyd per sei anni e ne trascorse due al National Theatre.
Ha esordito come attore nel 1954 nel cortometraggio Fatal Journey. Dopo aver recitato in alcuni film e serie televisive ha interpretato il ruolo del dottor Fleming nella miniserie televisiva A for Andromeda (1961) e nel suo sequel,The Andromeda Breakthrough (1962).
Tra le altre serie da lui interpretate sono da ricordare The Scarlet Pimpernel, Il conte di Montecristo, ITV Play of the Week, Robin Hood, Ivanhoe, Sir Francis Drake', 'Gioco pericoloso, The Troubleshooters, The Spies, Il Santo, Agente segreto, Agente speciale, Out of the Unknown, UFO, Doomwatch, BBC Play of the Month, County Hall, The Tripods, Doctor Who, Hearts and Minds, Metropolitan Police e Where the Heart Is.
Sebbene la stragrande maggioranza dei suoi ruoli come attore fossero in televisione, è apparso anche in alcuni film, tra cui La battaglia di Rio della Plata (1956), Questione di vita o di morte (1959), Gli spettri del capitano Clegg (1962), Assassination Bureau (1969), Domenica maledetta domenica (1971), Madhouse (1974), Il caso Drabble (1974), Quel che resta del giorno (1993) e Lassie (2005).

### Vita privata
Nel 1956, Halliday sposò Simone Lovell, figlia dell'attore canadese Raymond Lovell. La coppia ebbe tre figli, prima di divorziare.

### Morte
Halliday è morto a Londra il 18 febbraio 2012.

## Filmografia

### Cinema
- Fatal Journey, regia di Paul Dickson - cortometraggio (1954)
- La battaglia di Rio della Plata (The Battle of the River Plate), regia di Michael Powell e Emeric Pressburger (1956) Non accreditato
- Dunkerque (Dunkirk), regia di Leslie Norman (1958)
- Questione di vita o di morte (Tiger Bay), regia di J. Lee Thompson (1959) Non accreditato
- Gli spettri del capitano Clegg (Captain Clegg), regia di Peter Graham Scott (1962)
- Dilemma, regia di Peter Maxwell (1962)
- Calamity the Cow, regia di David Eastman (1967)
- Assassination Bureau (The Assassination Bureau), regia di Basil Dearden (1969) Non accreditato
- Domenica maledetta domenica (Sunday Bloody Sunday), regia di John Schlesinger (1971)
- Messe nere per le vergini svedesi (Virgin Witch), regia di Ray Austin (1971)
- Massaggiami dolce... massaggiami piano (Clinic Exclusive), regia di Don Chaffey (1971)
- The Fast Kill, regia di Lindsay Shonteff (1972)
- Madhouse, regia di Jim Clark (1974)
- Il caso Drabble (The Black Windmill), regia di Don Siegel (1974)
- The Swordsman, regia di Lindsay Shonteff (1975)
- Purché si faccia con gusto (Keep It Up Downstairs), regia di Robert Young (1976)
- Safety and the Supervisor, regia di Ronald Dunkley e Adrian Arnold - cortometraggio (1978)
- Giro City, regia di Karl Francis (1982)
- Quel che resta del giorno (The Remains of the Day), regia di James Ivory (1993)
- Lassie, regia di Charles Sturridge (2005)

### Televisione
- The Running Tide, regia di Sheilah Ward – film TV (1955)
- The Star Without a Name – film TV (1955)
- The Scarlet Pimpernel – serie TV, 1 episodio (1955)
- The Anatomist, regia di Dennis Vance – film TV (1956)
- Il conte di Montecristo (The Count of Monte Cristo) – serie TV, 1 episodio (1956)
- ITV Play of the Week – serie TV, 4 episodi (1956-1963)
- Under Milk Wood, regia di David J. Thomas – film TV (1957)
- Hour of Mystery – serie TV, 1 episodio (1957)
- A Time of Day – serie TV, 1 episodio (1957)
- Robin Hood (The Adventures of Robin Hood) – serie TV, 1 episodio (1957)
- BBC Sunday-Night Theatre – serie TV, 3 episodi (1957-1959)
- Armchair Theatre – serie TV, 3 episodi (1957-1961)
- Television World Theatre – serie TV, 1 episodio (1958)
- Television Playwright – serie TV, 1 episodio (1958)
- Ivanhoe – serie TV, 1 episodio (1958)
- Murder Bag – serie TV, 1 episodio (1958)
- The Common Room – serie TV, 14 episodi (1958-1959)
- The Scarf, regia di Alan Bromly – miniserie TV (1959)
- ITV Television Playhouse – serie TV, 1 episodio (1960)
- Es ist soweit, regia di Hans Quest – miniserie TV, 1 episodio (1960)
- The Road to Carey Street, regia di Don Taylor – film TV (1960)
- The Citadel, regia di John Frankau – miniserie TV, 3 episodi (1960)
- Garry Halliday – serie TV, 2 episodi (1960-1962)
- Stress Point, regia di Alan Bromly – film TV (1961)
- BBC Sunday-Night Play – serie TV, 1 episodio (1961)
- Sir Francis Drake – serie TV, 1 episodio (1961)
- A for Andromeda, regia di Michael Hayes – miniserie TV (1961)
- The Train Set, regia di Don Taylor – film TV (1961)
- The Cheaters – serie TV, 1 episodio (1962)
- Top Secret – serie TV, 1 episodio (1962)
- The Andromeda Breakthrough, regia di John Elliot e John Knight – miniserie TV (1962)
- Zero One – serie TV, 1 episodio (1962)
- Ghost Squad – serie TV, 1 episodio (1962)
- 24-Hour Call – serie TV, 1 episodio (1963)
- Moonstrike – serie TV, 1 episodio (1963)
- Sergeant Cork – serie TV, 1 episodio (1963)
- Sierra Nine – serie TV, 2 episodi (1963)
- First Night – serie TV, 1 episodio (1963)
- Detective – serie TV, 1 episodio (1964)
- Love Story – serie TV, 1 episodio (1964)
- The Hidden Truth – serie TV, 1 episodio (1964)
- Crane – serie TV, 1 episodio (1964)
- Write a Play – serie TV, 5 episodi (1965)
- The Flying Swan – serie TV, 1 episodio (1965)
- Armchair Mystery Theatre – serie TV, 1 episodio (1965)
- Gioco pericoloso (Danger Man) – serie TV, 1 episodio (1965)
- The Troubleshooters – serie TV, 2 episodi (1965-1966)
- The Spies – serie TV, 1 episodio (1966)
- Court Martial – serie TV, 1 episodio (1966)
- Thirteen Against Fate – serie TV, 1 episodio (1966)
- Il Santo (The Saint) – serie TV, 1 episodio (1966)
- Theatre 625 – serie TV, 2 episodi (1966)
- Doppia sentenza (Softly Softly) – serie TV, 1 episodio (1967)
- Agente segreto (Man in a Suitcase) – serie TV, 1 episodio (1968)
- Agente speciale (The Avengers) – serie TV, 1 episodio (1968)
- Out of the Unknown – serie TV, 1 episodio (1969)
- The Main Chance – serie TV, 1 episodio (1969)
- UFO – serie TV, 1 episodio (1970)
- Paul Temple – serie TV, 1 episodio (1971)
- A Kiss Is Just a Kiss, regia di Alvin Rakoff – film TV (1971)
- Take Three Girls – serie TV, 1 episodio (1971)
- The Befrienders – serie TV, 2 episodi (1972)
- Doomwatch – serie TV, 1 episodio (1972)
- Colditz – serie TV, 1 episodio (1972)
- Thirty-Minute Theatre – serie TV, 1 episodio (1972)
- Z Cars – serie TV, 1 episodio (1972)
- BBC Play of the Month – serie TV, 1 episodio (1973)
- The Flaxton Boys – serie TV, 1 episodio (1973)
- Bowler – serie TV, 1 episodio (1973)
- Fixation, regia di Raymond Menmuir – film TV (1973)
- Special Branch – serie TV, 1 episodio (1974)
- The Boy with Two Heads – serie TV, 2 episodi (1974)
- The Hanged Man, regia di Marc Miller e Tony Wharmby – miniserie TV, 1 episodio (1975)
- Churchill's People – serie TV, 1 episodio (1975)
- Six Days of Justice – serie TV, 2 episodi (1973-1975)
- Looking for Clancy – serie TV, 1 episodio (1975)
- Oil Strike North – serie TV, 1 episodio (1975)
- L'ispettore Regan (The Sweeney) – serie TV, 1 episodio (1975)
- How Green Was My Valley, regia di Ronald Wilson – miniserie TV, 2 episodi (1976)
- Whodunnit? – serie TV, 1 episodio (1976)
- Beasts, regia di vari registi – miniserie TV, 1 episodio (1976)
- Crown Court – serie TV, 1 episodio (1978)
- Watch All Night – serie TV, 4 episodi (1980)
- County Hall – serie TV, 7 episodi (1982)
- A Kind of Loving, regia di Jeremy Summers, Oliver Horsbrugh e Gerry Mill – miniserie TV, 1 episodio (1982)
- Angels – serie TV, 1 episodio (1982)
- R.H.I.N.O.; Really Here in Name Only, regia di Jane Howell – film TV (1983)
- Juliet Bravo – serie TV, 1 episodio (1984)
- Boswell's London Journal, regia di Roderick Graham – miniserie TV, 1 episodio (1984)
- The Tripods – serie TV, 1 episodio (1984)
- Black Silk – serie TV, 1 episodio (1985)
- Penyberth, regia di Peter Edwards – film TV (1985)
- Casualty – serie TV, 1 episodio (1986)
- Yesterday's Dreams – serie TV, 1 episodio (1987)
- The District Nurse – serie TV, 1 episodio (1987)
- Doctor Who – serie TV, 23 episodi (1968-1988)
- Hannay – serie TV, 1 episodio (1989)
- Lovejoy – serie TV, 1 episodio (1992)
- The Big Battalions, regia di Andrew Grieve – miniserie TV, 1 episodio (1992)
- Hearts and Minds – serie TV, 4 episodi (1994)
- Men of the World – serie TV, 1 episodio (1995)
- Our Friends in the North, regia di Simon Cellan Jones, Pedr James e Stuart Urban – miniserie TV, 1 episodio (1996)
- Dalziel and Pascoe – serie TV, 3 episodi (1996-1997)
- Goodnight Sweetheart – serie TV, 3 episodi (1997)
- Holding On, regia di Adrian Shergold – miniserie TV, 2 episodi (1997)
- Metropolitan Police (The Bill) – serie TV, 3 episodi (1998-2001)
- Mr. Ma & Son – serie TV (1999)
- Births, Marriages and Deaths – serie TV, 3 episodi (1999)
- Ester (Esther), regia di Raffaele Mertes – film TV (1999)
- The Inspector Lynley Mysteries – serie TV, 1 episodio (2001)
- Perfect, regia di John Strickland – film TV (2001)
- Anybody's Nightmare, regia di Tristram Powell – film TV (2001)
- Micawber – serie TV, 1 episodio (2001)
- Night Flight, regia di Nicholas Renton – film TV (2002)
- Doctors – serie TV, 1 episodio (2002)
- Hear the Silence, regia di Tim Fywell – film TV (2003)
- Where the Heart Is – serie TV, 1 episodio (2004)